# The Ark (série télévisée)
Pour les articles homonymes, voir Ark.
The Ark est une série télévisée de science-fiction américaine créée par Dean Devlin et Jonathan Glassner, également show runners. Elle est diffusée depuis le 1er février 2023 sur Syfy et en simultané sur CTV Sci-Fi Channel au Canada.
En France, la série est diffusée en version doublée sur Syfy (France) depuis le 9 mai 2023. Elle reste inédite dans tous les autres pays francophones.

## Synopsis
Cent ans dans le futur, le vaisseau spatial Ark One parti de la Terre en 2119 subit un événement catastrophique un an avant d'atteindre sa destination, Proxima b, provoquant des destructions massives et des pertes de vie. L'équipage restant doit travailler ensemble pour garder le cap et survivre.

## Distribution

### Acteurs principaux
- Christie Burke (en) (VFB : Claire Tefnin) : Lt. Sharon Garnet[4], l'un des trois membres restants les plus haut gradés de l'équipage et le capitaine de facto du vaisseau après la catastrophe
- Reece Ritchie (VFB : Maxime Von Santfoort) : Lt. Spencer Lane[4], l'un des trois membres restants les plus haut gradés de l'équipage ; il se méfie du leadership de Garnet
- Richard Fleeshman (en) (VFB : Sébastien Hébrant) : Lt. James Brice[4], l'un des trois membres restants les plus haut gradés de l'équipage et un « expert de la navigation » autoproclamé qui doit maintenant assumer d'autres tâches après la catastrophe
- Stacey Michelle Read (VFB : Sofia Abouatmane) : Alicia Nevins[4], une ingénieure en gestion des déchets avec des compétences en codage qui est promue chef du support de vie
- Ryan Adams (VFB : Arthur Dubois) : Angus Medford[4], un membre d'un club 4-H et horticulteur dont les tâches incluent le développement des cultures dans la future colonie
- Pavle Jerinić (sr)[5] (VFB : Stéphane Oertli) : Felix Strickland, chef des forces de sécurité
- Shalini Peiris[5] (VFB : Valérie Muzzi) : Dr Sanjivni Kabir, le seul médecin restant du personnel médical
- Christina Wolfe[5] (VFB : Ludivine Deworst) : Dr Cat Brandice, une star des médias sociaux et « spécialiste des relations télévisées » à qui Garnet ordonne d'être à la tête de la santé mentale des membres du vaisseau
- Tiana Upcheva (sr)[5] (VFB : Audrey D'Husltère) : Eva Markovic, responsable de la maintenance, de l'ingénierie et de la construction

### Acteurs récurrents
- Lisa Brenner (VFB : Karin Clercq) : Lieutenant Commander Susan Ingram, commandant de l'équipage avant la catastrophe
- Miles Barrow (VFB : Frederik Haugness) : Baylor Trent, enseigne et protégé d'Ingram
- Dominik Čičak (hr) : Harris Beckner, membre de l'équipe d'ingénierie d'Eva et son amant secret
- Chris Leask (VFB : Michelangelo Marchese) : Jasper Dades, un membre d'équipage avec un secret
- Paul Murray : inventeur du vaisseau William Trust
- Mercedes De La Cruz : Helena Trust, femme de William Trust
- Samantha Glassner : Kelly Fowler, survivante d'Ark 3 et fille d'Evelyn Maddox
- Tamara Radovanović (sr) : Jelena Griff, membre des forces de sécurité
- Jelena Stupljanin (sr) : Evelyn Maddox, rivale de Trust
- Jadran Malkovich (de) : Dr Marsh (invité saison 1 ; récurrent saison 2), l'ancien chef médical d'Evelyn Maddox qui a fait défection vers l'Ark 1 après des désaccords avec elle
- Díana Bermudez : Kimi Joma (saison 2), l'ancien chef de la sécurité de Maddox qui a fait défection vers Ark 1

## Production
La série est commandée directement, sans pilote, fin janvier 2022, avec une commande de douze épisodes de SyFy. Le tournage débute aux PFI Studios à Belgrade, en Serbie en mars de cette année. Dean Devlin et Jonathan Glassner sont show runners et producteurs,. Ces derniers ont déjà travaillé ensemble sur la série The Outpost, également tournée en Serbie.
En mars 2022, il a été annoncé que la distribution principale de la série avait été définie, avec Christie Burke (en) dans le rôle du lieutenant Sharon Garnet, aux côtés de Richard Fleeshman (en), Reece Ritchie, Stacey Read et le nouveau venu Ryan Adams. En avril 2022, il a été annoncé que Lisa Brenner serait une actrice invitée récurrente, jouant le commandant Susan Ingram, avec Christina Wolfe, Shalini Peiris, Miles Barrow, Pavle Jerinić (sr) et Tiana Upcheva, également récurrents.
La bande-annonce de la série est sortie en décembre 2022. La série est diffusée sur Syfy depuis le 1er février 2023,, et disponible en streaming dès le lendemain sur Peacock.
Le 12 avril 2023, Syfy renouvelle la série pour une deuxième saison,. La sortie de cette nouvelle saison est annoncée début 2024 pour l'été 2024.
En mars 2025, la série est renouvelée pour une troisième saison pour une diffusion en 2026.

## Épisodes

### Première saison (2023)
| No. | Titre,                                                                    | Réalisation          | Scénario          | Diffusion américaine, | Téléspectateurs américains |
| --- | ------------------------------------------------------------------------- | -------------------- | ----------------- | --------------------- | -------------------------- |
| 1   | Réveil mouvementé (Everyone Wanted to Be on This Ship)                    | Dean Devlin          | Dean Devlin       | 1er février 2023      | 578 000                    |
| 2   | Comme si ça avait touché le Soleil (Like It Touched the Sun)              | Milan Todorović (en) | Jonathan Glassner | 8 février 2023        | 408 000                    |
| 3   | Dommage qu'on puisse pas sortir pousser, hein ? (Get Out and Push)        | Milan Todorović      | John-Paul Nickel  | 15 février 2023       | 310 000                    |
| 4   | Comme des lions en cage (We Weren't Supposed to Be Awake)                 | Sandra Mitrović      | Rebecca Rosenberg | 22 février 2023       | 350 000                    |
| 5   | Un pas en avant et deux pas en arrière (One Step Forward, Two Steps Back) | Sandra Mitrović      | Kendall Lampkin   | 1er mars 2023         | 340 000                    |
| 6   | Fini les secrets (Two by Two)                                             | Milan Todorović      | Jonathan Glassner | 8 mars 2023           | 361 000                    |
| 7   | Une mort lente, c'est pire (A Slow Death Is Worse)                        | Milan Todorović      | John-Paul Nickel  | 15 mars 2023          | 426 000                    |
| 8   | Chaque personne est importante (Every Single Person Matters)              | Orsi Nagypal         | Kendall Lampkin   | 22 mars 2023          | 403 000                    |
| 9   | La Manière forte (The Painful Way)                                        | Orsi Nagypal         | John-Paul Nickel  | 29 mars 2023          | 339 000                    |
| 10  | J'espérais de tout cœur ne plus jamais te revoir (Hoping for Forever)     | Sandra Mitrović      | Jonathan Glassner | 5 avril 2023          | 357 000                    |
| 11  | Sacrifice héroïque (The Last Thing You Ever Do)                           | Milan Todorović      | Rebecca Rosenberg | 12 avril 2023         | 437 000                    |
| 12  | C'est gagnant-gagnant (Everybody Wins)                                    | Jonathan Glassner    | John-Paul Nickel  | 19 avril 2023         | 463 000                    |

### Deuxième saison (2024)
Diffusée à partir du mardi 7 janvier 2025 en France sur SyFy.
| No. | Titre,                                               | Réalisation          | Scénario                              | Diffusion américaine | Téléspectateurs américains |
| --- | ---------------------------------------------------- | -------------------- | ------------------------------------- | -------------------- | -------------------------- |
| 1   | Une expérience infructueuse (Failed Experiment)      | Marc Roskin          | Jonathan Glassner                     | 17 juillet 2024      | 240 000                    |
| 2   | C'était leur vie ou la sienne (Kill or Be Killed)    | Milan Todorović (en) | John-Paul Nickel et Jonathan Glassner | 24 juillet 2024      |                            |
| 3   | Anomalie (Anomaly)                                   | Milan Todorović      | John-Paul Nickel et Jonathan Glassner | 31 juillet 2024      |                            |
| 4   | L'Autre toi (The Other You)                          | Milan Todorović      | Madeline Hendricks Lewen              | 7 août 2024          |                            |
| 5   | Un musée des morts (Museum of Death)                 | Sandra Mitrović      | India Sage Wilson                     | 14 août 2024         | 285 000                    |
| 6   | Une affaire assez importante (Pretty Big Deal)       | Milan Konjević       | John-Paul Nickel                      | 21 août 2024         |                            |
| 7   | Ce n'est pas possible (It Can't Be True)             | Milena Grujić        | Madeline Hendricks Lewen              | 28 août 2024         | 282 000                    |
| 8   | Nous ne tuons pas les nôtres (We Don't Kill Our Own) | Marc Roskin          | India Sage Wilson                     | 4 septembre 2024     |                            |
| 9   | Cycle de violence (Cycle of Violence)                | Hannah Espia-Farbová | James DeLorean                        | 11 septembre 2024    | 239 000                    |
| 10  | Ça aurait dû être toi (It Should Have Been You)      | Sandra Mitrović      | Madeline Hendricks Lewen              | 18 septembre 2024    |                            |
| 11  | Ce sera bientôt fini (It Will Be Over Soon)          | Orsi Nagypál         | India Sage Wilson                     | 25 septembre 2024    | 201 000                    |
| 12  | Chanceux (Fortunate)                                 | Jonathan Glassner    | John-Paul Nickel                      | 2 octobre 2024       | 281 000                    |

## Réception critique

### Réponse critique
L'agrégateur de critiques Rotten Tomatoes a rapporté un taux d'approbation de 50 % basé sur 14 critiques. Le consensus des critiques du site Web se lit comme suit : « Le concept de base de The Ark devrait être suffisamment attrayant pour les fidèles de la science-fiction, mais l'écriture blasée et les valeurs de production bon marché remettent en question si cet univers particulier mérite d’être préservé. ». Metacritic a attribué une note de 50 sur 100 basée sur 9 critiques, indiquant des « critiques mitigées ou moyennes ».
Le nombre de téléspectateurs ayant regardé le premier épisode, jugé élevé, est relevé comme un record notable.

### Distinctions
| Année | Récompense    | Catégorie                                    | Destinataires et Nommés | Résultat   |
| ----- | ------------- | -------------------------------------------- | ----------------------- | ---------- |
| 2024  | Saturn Awards | Best New Genre Television Series             | The Ark                 | Nomination |
| 2025  | Saturn Awards | Meilleure série télévisée de science fiction | The Ark                 | Nomination |